# (3062) Wren
(3062) Wren ist ein Asteroid des Hauptgürtels, der am 14. Dezember 1982 vom US-amerikanischen Astronomen Edward L. G. Bowell an der Anderson Mesa Station (IAU-Code 688) des Lowell-Observatoriums in Coconino County entdeckt wurde.
Der Asteroid gehört zur Eos-Familie, einer Gruppe von Asteroiden, welche typischerweise große Halbachsen von 2,95 bis 3,1 AE aufweisen, nach innen begrenzt von der Kirkwoodlücke der 7:3-Resonanz mit Jupiter, sowie Bahnneigungen zwischen 8° und 12°. Die Gruppe ist nach dem Asteroiden (221) Eos benannt. Es wird vermutet, dass die Familie vor mehr als einer Milliarde Jahren durch eine Kollision entstanden ist.
(3062) Wren wurde nach dem britischen Architekten und Astronomen Christopher Wren (1632–1723) benannt, dem Mitbegründer der Royal Society und Erbauer der St Paul’s Cathedral in London.